# Ostap Gogol
Pour les articles homonymes, voir Gogol.
Ostap Gogol (en ukrainien : Остап (Євстафій) Гоголь ; en polonais : Eustachy Hohol), né au début du XVIIe siècle vraisemblablement à Hoholi (aussi Gogoli) en Ukraine et mort à Dymer le 9 janvier 1679, est un colonel ukrainien sous les ordres de Bogdan Khmelnitski, chef militaire et politique des Cosaques d'Ukraine. 

## Biographie
Membre de la noblesse volhynienne, Ostap Gogol est par intermittence le colonel du régiment Mohyliv-Podilskyi de 1658 à 1676, date à laquelle le régiment est dissous. Pendant la période de la Ruine (29 juin 1659 - 16 mai 1686), Ostap Gogol participe à la révolte des Cosaques d'Ukraine, connue sous le nom de soulèvement de Khmelnytsky. Il est hetman de 1675 à 1679 de l'Ukraine de la rive droite au nom du roi Jean III Sobieski après l'abdication de Mykhaïlo Khanenko.
Ostap Gogol est l'ancêtre présumé de Nicolas Gogol,. Il serait aussi le modèle du roman historique Taras Boulba du romancier et poète russe.